# Regiones de Atlixco-Itzocan

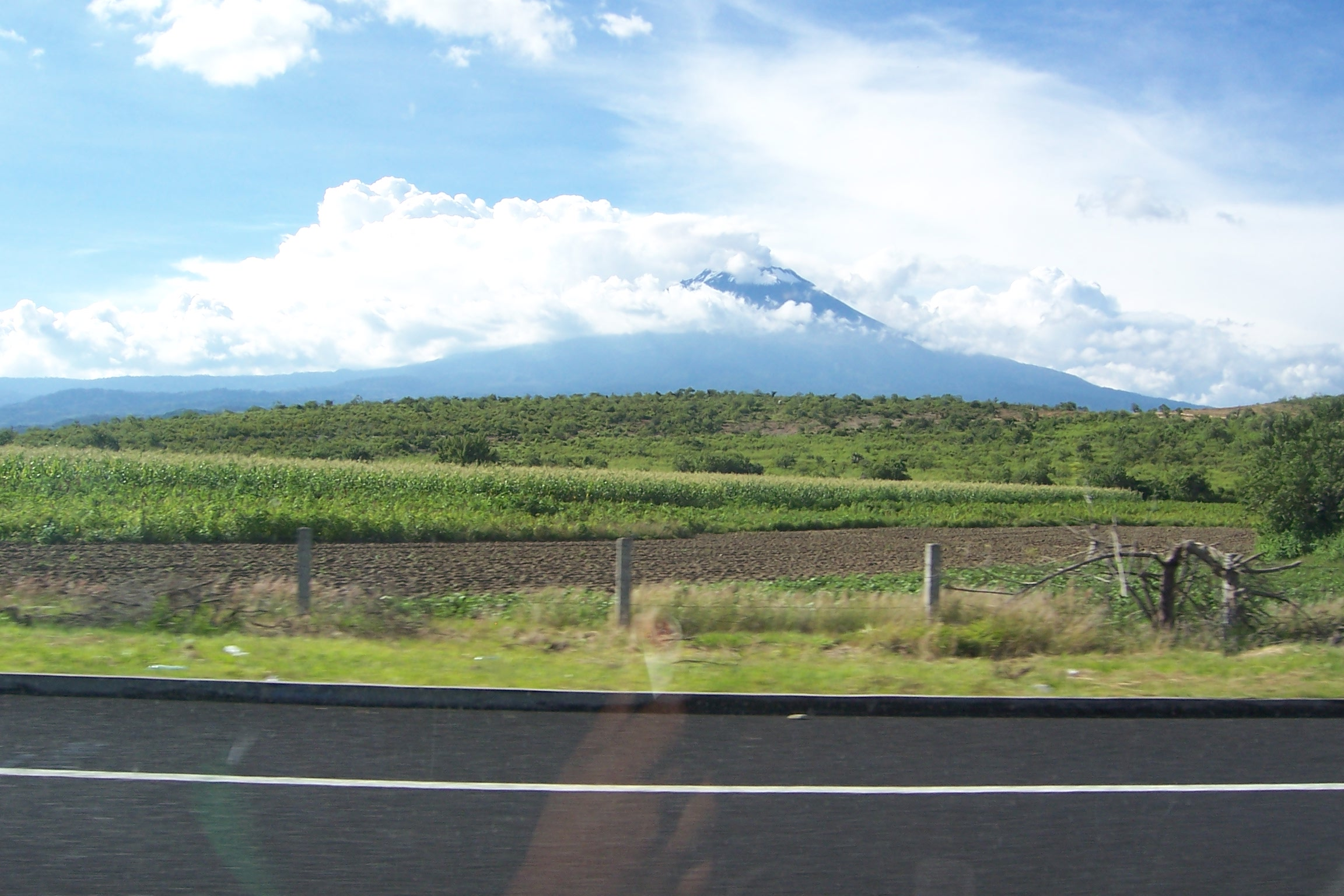
Zonas de cultivo en el valle de Atlixco, con el Popocatépetl al fondo

Las Regiones de Atlixco-Itzocan están en torno a la región natural del mismo nombre en el estado mexicano de Puebla. Toma sus nombres de las principales poblaciones del valle, las ciudades de Atlixco e Izúcar de Matamoros (Itzocan).
El valle de Atlixco y Matamoros se localiza al suroeste de la capital del estado, en las inmediaciones de la Sierra Nevada. De los pocos glaciares que quedan en las cumbres de los volcanes Iztaccíhuatl y Popocatépetl bajan los ríos que riegan el valle, caracterizado por su clima templado, lluvias moderadas y suelos fértiles. Entre estos ríos se encuentran los afluentes del río Atoyac.
Debido a la intensiva actividad humana en la zona, el valle de Atlixco ha perdido gran parte de sus ecosistemas nativos, y en su lugar, la planicie está cubierta por cultivos, especialmente de gramíneas, cereales y flores. La fertilidad de los suelos del valle le valió a Atlixco el nombre de "granero de América" y "Atlixco de las Flores", con que se conoció a la ciudad desde la Colonia hasta el siglo XX. Su clima es templado.
Este valle alberga a dos de las principales ciudades del estado, cabeceras de sus respectivas regiones.

## Región 15. Itzocan
La región de Izúcar (Itzocan) está situada en la parte suroeste del estado de Puebla. Limita al norte con la región de Atlixco (en el mismo valle), al sur con la región de Chiautla, al este con la región de Tepexi de Rodríguez, y al oeste con el estado de Morelos. Esta región está conformada por 13 municipios.
- Ahuatlán
- Atzala
- Chietla
- Epatlán
- Municipio de Izúcar de Matamoros
- San Diego la Mesa Tochimiltzingo
- San Martín Totoltepec
- Teopantlán
- Tepeojuma
- Tepexco
- Tilapa
- Tlapanalá
- Xochiltepec

## Región 19. Atlixco
La región del Atlixco está situado en la parte centro-oeste del estado de Puebla. Limita al norte con la región Texmelucan, al sur con la región Itzocan, al este con la Región Metropolitana Puebla, y al oeste con el estado de Morelos. Esta región está conformada por 10 municipios.
- Acteopan
- Municipio de Atlixco
- Atzitzihuacán
- Cohuecán
- Huaquechula
- San Jerónimo Tecuanipan
- Santa Isabel Cholula
- Tepemaxalco
- Tianguismanalco
- Tochimilco